# Трагічний герой
Трагічний герой — основний протагоніст у трагедіях. Цей тип героя був розроблений давньогрецькими трагіками: Есхілом, Софоклом, Евріпідом — потім отримав розвиток в трагедіях Луція Аннея Сенеки, Вільяма Шекспіра, Йоганна Вольфганга Гете, Фрідріха Шиллера та інших.
У своїй «Поетиці» Арістотель описує трагічного героя й чітко визначає для драматургів його роль і тип. За словами Арістотеля, трагічний герой мав викликати у глядача відчуття жалості й страху. У той же час, відзначає філософ, трагічний герой повинен бути доброчесним, але ніколи у вищій міри.

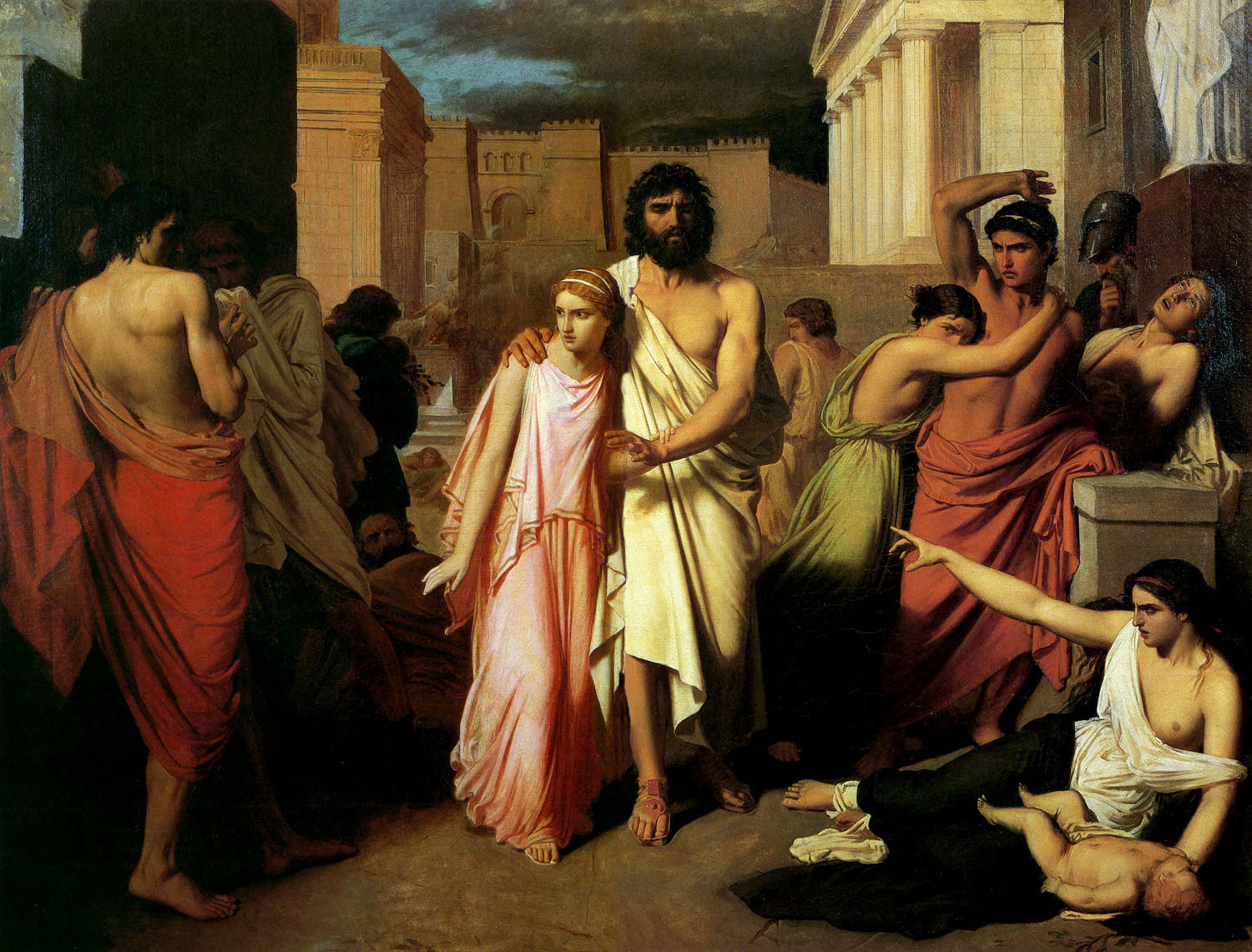
Шарль Жалабер. Едіп і Антігона (1842)

У класичному трагічному конфлікті втілено протиріччя між свободою людської діяльності й вчинків та об'єктивною дійсністю, яка протистоїть волі людини.
Георг Вільгельм Фрідріх Гегель, роз'яснюючи різницю між нещастям і трагедією, писав, що прикрі неприємності можуть трапитися з людиною без усякого сприяння з її боку, без будь-якої провини, просто внаслідок збігу обставин, випадковостей (хвороба, втрата багатства, смерть тощо). Справді трагічне страждання є наслідком особистих дій індивіда, спрямованих на відстоювання чогось усім своїм існуванням. Тобто лише особиста дія героя створює трагічну колізію свободи й необхідності.
В античній трагедії необхідність сприймалась як рок, доля, фатум, тобто вона усвідомлювалась як неминучість настання певної події. В основу колізії античної трагедії часто закладалося незнання як причина негативного вчинку, відповідно й трагічної провини героя. Герой трагедії Софокла «Едіп-цар» потрапляє в трагічну колізію внаслідок особистої дії через своє незнання.